# Никитин, Валентин Александрович
Валентин Александрович Никитин (11 апреля 1931, Москва, СССР — 24 апреля 2018, Санкт-Петербург, Российская Федерация) — учёный-судостроитель в области строительной механики и конструкции корпуса корабля, Лауреат премии Совета Министров СССР и премии Правительства Российской Федерации, кандидат технических наук.

## Биография
Родился 11 апреля 1931 года в Москве. В 1955 году окончил Ленинградский кораблестроительный институт и поступил на работу инженером-конструктором в Центральный научно-исследовательский институт имени академика А. Н. Крылова. Был начальником лаборатории прочности надводных кораблей, транспортных судов и средств океанотехники (1979—1994 гг).
В 1963 году защитил диссертацию на соискание степени кандидата технических наук.
В 1990 году стал лауреатом премии Совета Министров СССР, в 2000 году — лауреатом премии Правительства Российской Федерации.
Был руководителем и ответственным исполнителем ряда крупных научно-исследовательских и опытно-конструкторских работ, направленных на решение актуальных для судостроения вопросов, обеспечивающих успешное проектирование и постройку кораблей и транспортных судов. Занимался вопросами прочности плавучих буровых установок и железобетонных судостроительных конструкций. Принимал участие в исследованиях и испытаниях прочности корпусов вагонов высокоскоростного поезда «Сокол-250». Автор и соавтор ряда основополагающих нормативных документов по обеспечению прочности и надежности кораблей, транспортных судов и средств океанотехники, в том числе «Правил выполнения расчетов прочности надводных кораблей» и «Положений по конструированию корпусов надводных кораблей».
Руководитель секции и член научно-технического совета Российского морского регистра судоходства, член отраслевой комиссии по экономии материальных ресурсов, член Межведомственной комиссии по приемке материалов для судостроения. Продолжал работу ведущим научным сотрудником Крыловского государственного научного центра до 2017 года, имеет почетное звание «Заслуженный ветеран предприятия».
Автор более 80 научных статей и 11 авторских свидетельств на изобретения (одно из важнейших — разработка конструкции биметаллических соединений). Награждён орденом «Знак Почёта». Имеет звание "Почётный судостроитель".